# JJC

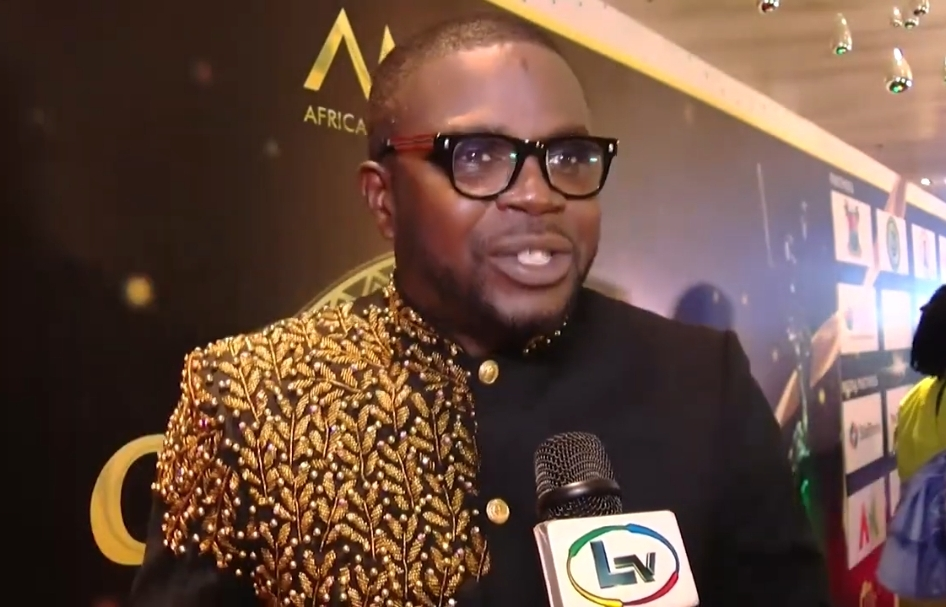
JJC, 2022

JJC ist der Künstlername des nigerianischen Rappers und Produzenten Abdul Rasheed Bello (* 4. April 1977 in Kano, Nigeria). JJC steht als Abkürzung für Johnny Just Come (Deutsch wörtlich: Johannes gerade kommt), eine nigerianische umgangssprachliche Redewendung für eine kürzliche Ankunft.

## Leben
Seit 1991 lebt JJC in London. Er hat Aufnahmen für Popkünstler in Großbritannien wie Liberty X, Lemar und Big Brovaz produziert und gründet gegenwärtig seine eigene Produktionsfirma Backbone Music.
Gemeinsam mit der nigerianischen Rap-Gruppe 419 Squad (419 ist der Paragraph im nigerianischen Strafgesetzbuch für Betrug sowie der umgangssprachliche Name für den nigerianischen Vorschussbetrug) hat er sein erstes Album Atide produziert und bei zahlreichen Gelegenheiten, darunter WOMAD, Auftritte absolviert.

## Auszeichnungen
- 2004: KORA All Africa Music Award zusammen mit 419 Squad in der Kategorie Beste Künstler Westafrikas

## Diskographie
- 2002: Atide feat. 419 Squad